# Heteropoda davidbowie
Araignée dorée de David Bowie
Espèce
Heteropoda davidbowie ou araignée dorée de David Bowie est une espèce d'araignées aranéomorphes de la famille des Sparassidae.
Elle est qualifiée d'« araignée-chasseuse des forêts » comme toutes les espèces de son genre.
Elle est normalement non mortelle pour l'homme.

## Distribution
Cette espèce se rencontre en Malaisie dans le district des Cameron Highlands, à Singapour et à Sumatra en Indonésie.
Elle vit dans la strate basse du feuillage des forêts tropicales humides.

## Description

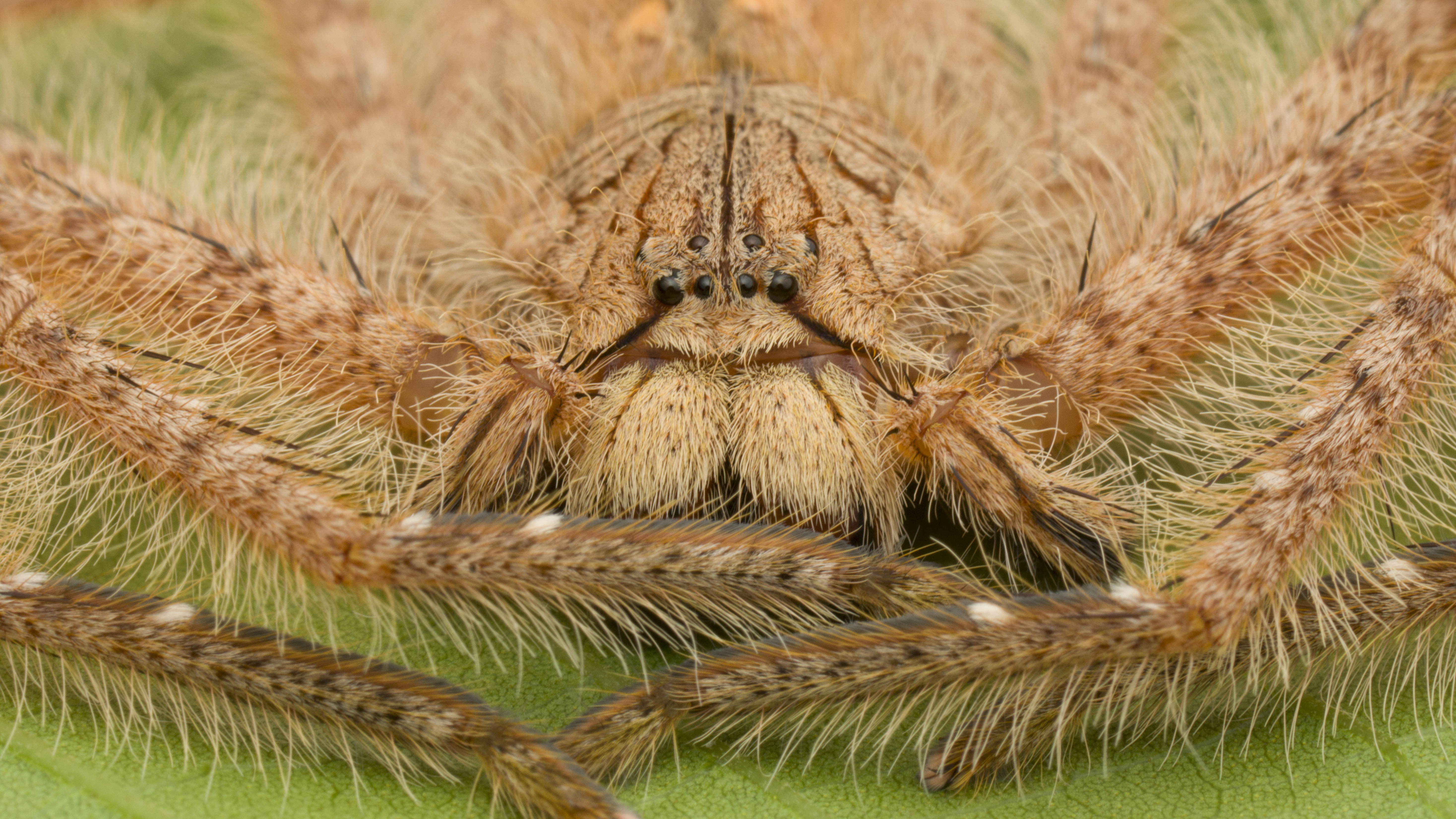
Vue frontale dHeteropoda davidbowie.

Les mâles ont un dos brun rougeâtre avec des poils aux couleurs vives, formant des taches et des lignes. Les pédipalpes sont noirs et les pattes ne présentent aucun motif distinct. Les femelles sont semblables aux mâles, mais la coloration du dos de la femelle peut varier du grisâtre au brun rougeâtre. Les mâles mesurent de 15,3 à 18,2 mm et les femelles de 21,3 à 25,3 mm.

## L'araignée dorée de David Bowie et l'homme
Son venin n'a que très peu été étudié jusqu'à maintenant, mais il possède des neurotoxines dont la toxicité est faible : il est donc normalement non mortel pour l'homme mais, cependant, en cas de morsure, il faut se rendre immédiatement dans un lieu médicalisé.
Un laboratoire suisse a créé une crème anti-ride sur la base d'une molécule contenue dans son venin.

## Étymologie
Cette espèce est nommée en l'honneur de David Bowie. Le musicien et chanteur fut accompagné dans les années 1970 par le groupe The Spiders from Mars.

## Publication originale
- Peter Jäger, 2008 : Revision of the huntsman spider genus Heteropoda Latreille 1804 : species with exceptional male palpal conformations from southeast Asia and Australia (Arachnida, Araneae: Sparassidae: Heteropodinae). Senckenbergiana biologica, vol. 88, no 2, p. 239-310.
- Norman I. Platnick (trad. Denis Richard), Les araignées du monde, Édition Ulmer, octobre 2021, 256 p.  (ISBN 978-2-37922-192-7), Araignées-chasseuses des forêts pages 234 et 235